# Béatrix Excoffon
Béatrix Excoffon, född 1849, död 1916, var en fransk kommunist. 
Hon är känd för sitt stöd till Pariskommunen 1870-71. Hon var aktiv i Union des femmes pour la défense de Paris et les soins aux blessés.